# ミイトキーナの戦い
ミイトキーナの戦い（ミイトキーナのたたかい）は、1944年にビルマのミイトキーナ（ミッチーナーに対する当時の日本での呼称）とその周辺地域をめぐって行われた戦闘。日本軍とアメリカ軍・国民革命軍とが戦った。
当初はゲリラ戦により守備隊側が優勢であったが、連合軍側との物量差に加え、増援部隊の派遣がままならなかったことで次第に窮地に陥り、最終的に制圧された。

## 背景
1942年の日本軍のビルマ侵攻により、重慶の国民党政権への補給ルート（援蒋ルート）は空路（ハンプ超え）を残して遮断され、中国、そして連合軍にとって大打撃を与えた。
ルーズベルト米大統領はこれについて、新しい陸路の援蒋ルートであるレド公路の開設は全ビルマの奪還より重要だと言明していた。
同年末、レド公路の建設は英軍により開始され、米軍のジョセフ・スティルウェル中将の主導に渡って以降、工事は順調に進み、1943年2月末にはビルマ国境にまで完成していたが、雨期により工事は中止された。同公路は雲南路に連結して初めて地上輸送路としての効力を発揮するものであり、それに先駆けてミイトキーナの占領はハンプ空輸の効率を大幅に向上させることが予想された。ミイトキーナはマンダレーから北上する鉄道路線の終点で、イラワジ川の水運の中継地であり、日本軍の飛行場があった。スティルウィルとしては乾季の間にミイトキーナを占領したいところであり、空挺作戦によるミイトキーナ占領を計画した。
一方、日本側にとってもミイトキーナは北緬防衛の要であり、同地の失陥は第56師団の雲南およびフ－コン防衛を窮地に陥れ、ひいては連合軍への作戦路の明け渡しを意味していた。当然ながら彼我の要点として苛烈な戦闘が予測された。
雨期明けの1943年末に、スティルウェル率いる新編中国軍が日本軍の第18師団が守備するフーコン谷に侵攻し、ミイトキーナ目指して前進を開始した。
しかし、フーコンにおいて第18師団は持久戦を行ったため、連合国軍はさっぱり前進できなかった。またルイス・マウントバッテン中将率いるイギリス軍は北ビルマでの戦線拡大に反対であり、北ビルマでの連合国軍の主力はスティルウェル指揮下の中国軍インド遠征軍とアメリカ軍のガラハッド部隊だった。
この作戦はスティルウェルの独断で行われ、マウントバッテン中将らイギリス軍には事前に何も知らされなかったため、米中連合軍がミイトキーナを占領した後で作戦を知らされ憮然となった。

## 両軍の態勢

### 日本軍
ミイトキーナの守備隊は歩兵第114連隊（指揮官：丸山房安大佐）であったが、その戦力はほとんどが周辺地域に散らばっており、当初ミイトキーナに残っていたのは歩兵2個中隊と砲兵や機関銃部隊など3個小隊で、総員700人弱だった。小倉で編成された同連隊は筑豊の炭鉱出身者が多く、連合軍の猛攻に耐えうる堅固な坑道戦を展開する事が出来た。
この他に通信兵・工兵・鉄道部隊・飛行場部隊・輜重・憲兵などが計1430人ほどと、野戦病院の入院患者が320人ほどいた。
- 歩兵第114連隊（丸山房安大佐）連隊副官平井中尉ほか本部および以下残存部隊約700名
  - 同第1大隊の1個中隊と1個小隊（猪瀬重雄少佐率いる大隊本部はトーゴー、ピモー付近に展開し、そのまま第56師団長の配下）
  - 第2大隊の2個中隊（山畑重盛少佐率いる大隊本部はソップズップ周辺に展開、のち合流）
  - 機関銃中隊の1個小隊・大隊砲1個分隊
  - 連隊砲中隊の半部(連隊砲1門・速射砲2門)および通信中隊主力

のち、当初シャン州に配属されていた第3大隊（中西徳太郎少佐)が合流。
以下の部隊は在ミイトキーナ所部隊で、丸山大佐とは指揮関係がない。
- 第18師団司令部残留部隊　約30名
  - 通信隊無線1分隊
  - 「菊」第2野戦病院（3分の1欠）戦傷患者　約320名
  - 防疫給水部の一部
- 工兵第12連隊第1中隊の一部
- 船舶工兵第11連隊第1中隊の一分隊
- 鉄道第5連隊の一部
- 電信第19連隊第3中隊の一部
- 憲兵分遣隊
- 第5飛行師団地上部隊の一部、兵站部
  - 第15飛行場大隊の一部
  - 第7野戦飛行場設営隊の一部
  - 陸上勤務第67中隊の一部
  - 第3航空情報隊第4中隊の一部
  - 第3気象連隊第4中隊の一部

### 連合国軍
メリル挺進隊（コマンド部隊）はアメリカ軍第5307混成部隊隷下の3個大隊（ガラハット大隊）、中国軍新編第一軍の2個連隊および砲兵や輜重兵など4個中隊、カチン人ゲリラで編成されていた。詳細は以下の通り。
- 司令：フランク・メリル（英語版）准将
  - K部隊：ヘンリー・L・キニソン大佐（Henry L. Kinnison, Jr.）
    - ガラハット第3大隊
    - 中国軍第30師(胡素)第88団：楊毅上校[3]

  - H部隊：チャールズ・N・ハンター（英語版）大佐
    - ガラハット第2大隊
    - 動物輸送連隊第3中隊
    - 中国第22師山砲第3連
    - 中国第50師(潘裕昆)第150団：黄春城上校

  - M部隊：ジョージ・A・マギー大佐（George M. McGee）
    - ガラハット第1大隊
    - カチン人300名特別編成中隊
- 空輸部隊
  - 中国軍第30師隷下部隊
    - 第89団第2営
    - 第90団の一部

  - 中国軍第14師隷下部隊
    - 第41団第2営
    - 第42団第3営

  - 中国軍第50師隷下部隊
    - 第149団の一部

  - 英軍第69対空軽連隊W、X部隊
  - 第879航空工兵大隊
  - 第209戦闘工兵大隊
  - 第236戦闘工兵大隊
  - 第5307混成部隊増設部隊（通称：新ガラハット大隊）

なお、スティルウェルは蒋介石に対し、一個師団の協力も要請したがこれを拒否されている。

## 作戦構想

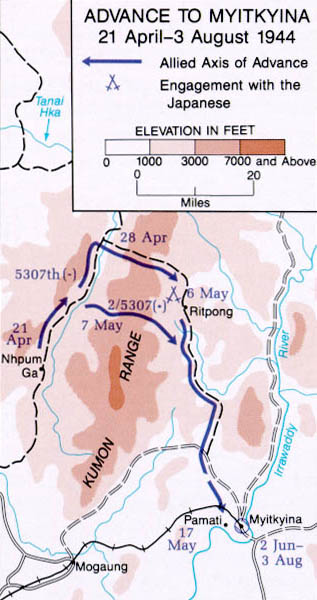
挺進隊の進路

### 日本軍
北ビルマの日本軍は3月初めにマンダレー・ミイトキーナ間に降下し、モールに陣地を構築したイギリス軍のチンディット部隊への対処に追われていた。
優秀な敵の攻勢を受けた場合、イラワジ河右岸で少なくとも3か月間は阻止し、左側河畔に移って持久するものとした。
また
- 軍旗中隊主力は野戦病院の健兵とともに射撃場付近を占領
- 歩兵第7中隊は鉄道線路正面を占領
- 通信中隊を含む約200名は上部隊の南に連係して占領
- 憲兵隊はビルマ受訓兵を指揮し最左翼のチークリン付近を占領

第15軍各師団はそれぞれ、第15師団はマダヤ、第31師団はミンム、第33師団はミンギャン・パコック付近に第1線として配備し、第2線として第53師団をキャウセ付近に控置した。また、第31師団の一部をもってサゲイン付近、第33師団の一部をもってミンギャンのイラワジ河前岸にそれぞれ拠点を形成した。

### 連合国軍
18師団を圧迫しつつ南下していたスティルウェルは、雨季の開始が始まる前にミイトキーナに部隊を派遣し制圧を急がなければならないと考えていた。アメリカ軍がビルマ戦線への援軍として派遣していたコマンド部隊であるガラハッド部隊のうち3個大隊からなる挺進隊を編成。
メリル准将は心臓病により挺進行動が不可能と判断されたため、H部隊のハンター大佐が直接戦闘を指揮。K部隊、M部隊、H部隊はフーコン谷東方のクモン山系のジャングルを陸路で移動させ、ハンター大佐から報告があり次第、中国軍2，3個団を空路で飛行場に急襲させる。Ｋ部隊、Ｈ部隊はノウラフキエト峠とリトポングを経由しミイトキーナに直行、Ｍ部隊はセンジョウガ、フカタガ、アラング方面に前進して両部隊の右側援護にあたる作戦だった。飛行場占領予定日は5月12日。

## 経過

### 連合軍の強襲

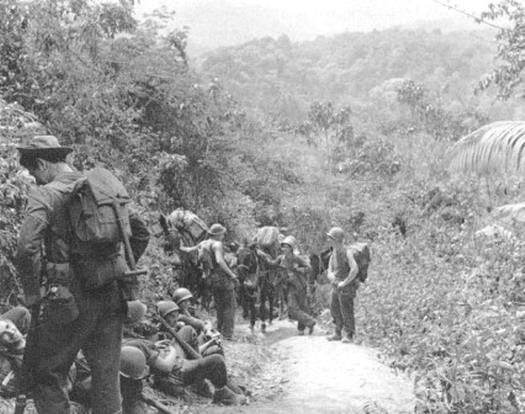
ジャングル地帯で作戦行動中のガラハッド部隊。ビルマの山岳地帯では日本軍やイギリス軍・アメリカ軍も駄馬に頼った

4月28日から30日にかけて、挺進隊は三つの部隊に別れてミイトキーナを目指し出発した。5月5日、リトポングに展開していた第2大隊とＫ部隊が遭遇し交戦。一方Ｈ部隊・Ｍ部隊の進路も同様に日本軍小部隊との遭遇や、駄馬の半数を失うほどの険しい山越えで苛烈を極め、到着予定日は大幅に遅れてしまった。H部隊はアラングの日本兵を撃破し、16日、ミイトキーナ北西方のナムクイ付近に到着した。翌17日10時に第150団が飛行場に突入。一方の守備隊は第15飛行場大隊に所属する約100名が警備していたに過ぎず、飛行場は間もなく占領された。
飛行場にはドラム缶が多数転がっていたものの滑走路は支障なく、挺進隊は着陸可能と判断、除去後コールサインである“Merchant of Venice（ヴェニスの商人）”を発信し、それを合図に増援部隊600人を載せたグライダーを曳航する第10、第14航空隊の輸送機二十数機が飛来、16時30分よりウェイコ CG-4Aグライダーを次々と飛行場に着陸させた。
以降も部隊の空輸は続き、それぞれ市街地周辺に陣地を展開した。だが、点を制圧したにすぎず、守備隊はまだ完全に囲まれたわけではなかった。丸山部隊はミイトキーナ市街に立て篭もって抵抗を続けると同時に、連合軍の隙間を縫って人員と物資の補給を確保した。モール付近で敵空挺部隊の掃討にあたっていた第三大隊とフーコン戦線に応援に来ていた第56師団の水淵大隊を加えて2000人程度の兵力となった。また19日夜には、列車での弾薬補給を強行。これは25日まで行われた。

### 守備隊の防衛戦
一方、ミートキーナの敵がわずか300名との誤報を信じた第150団団長の黄春城上校は、先着兵力だけで制圧可能と考え、17日の飛行場突入直後に独断で2個営を市街地に進ませたが、誤って市街地北部のシタプールに向かい、そこで待ち構えていた守備隊より攻撃を受けた。部隊は動揺して同士討ちに陥いり、敗退した。この時、黄上校ほか営長2名が戦死したとされる。連合軍の空輸に威圧されていた守備隊の士気は大いに上がった。
同日、飛行場の攻撃を命ぜられた第5中隊および第2機関銃中隊隷下機関砲小隊は、敵輸送機飛来の合間を利用して奇襲攻撃を敢行、重機4ほか展開中の連合軍物資に損害を与えたとされる。
20日午前7時、第150団は市街地南端を急襲し憲兵隊陣地を突破、駅に殺到した。これを知った丸山大佐は直ちに八江正義中尉率いる情報班員7人を駅に急行させた。駅周辺では、中国兵たちがたやすく制圧できたことに安心し周辺を物色していた。八江中尉らは草むらに隠れ急襲を行った。また予備隊60名も加わり、各地で神出鬼没のゲリラ戦を展開させた。この戦闘で中国軍側は大混乱に陥り、同士討ちの末撤退した。この戦闘で第150団は第3営営長・郭文軒少校、副団長・欧陽爵少校をはじめ多数の軍官を喪失する損害を被った。
21日、中国軍に代わって今度はガラハッド部隊の第3大隊が市街地北方から南下して進撃するが失敗し、24日、守備隊に陣地を奪還された。翌25日には88団、89団をもって奪還を試みるが、これもまた失敗した。この一連の失敗を受け、ミイトキーナの米・中国軍を指揮するマッカモン准将は5月25日に日本軍陣地に総攻撃を仕掛けたが失敗したため、前線に視察に来たスティルウェル中将によって罷免させられ、後任はボードナー准将になった。

### 援軍派遣
5月18日、事態を重く見た第33軍司令部は、中国軍の反攻（拉孟・騰越の戦い）に際して雲南方面に派遣していた56師団長に水上部隊の主力をミイトキーナに派遣するよう命じ、また28日にはミートキーナ守備隊を第18師団から離し、第33軍の直轄部隊とした。軍の要請は水上源蔵少将の指揮する歩兵第113連隊の二個大隊等であったが、師団参謀長の川道富士雄大佐は余裕がなかったため、いずれ増援が来るだろうと独断で水上少将に一個小隊と砲兵一個中隊を指揮下に与えてミイトキーナに派遣した。
水上少将は「命令は承知した。雲南の戦場で師団主力と共に死ねないのは残念だが、ミイトキーナでは必ず任務を達成する。恐らく是でお目にかかることは無いであろう。師団長によろしく伝えてもらいたい」と答えた。
驚いた第33軍司令官の本多政材中将がすぐさま軍司令部参謀の野口省己少佐を派遣し問い正したところ、川道大佐は「本件は自分一個の独断的措置であり、全責任は自分に有る」として軍の了承を要請した。野口少佐の報告を聞いた本多は、川道を不問とした。
名目上は水上少将がミイトキーナ守備隊の指揮官であったが、水上少将の手もちの部隊はごくわずかであったため、守備隊の実質的な指揮は丸山大佐が執った。
6月に入ってからはかねてから第33軍から通達されていた援軍である53師団主力がモガウン経由でミイトキーナへ進撃した。この部隊はミイトキーナ20kmの地点に達したが、市内突入の直前に第33軍の命でフーコン戦線に転進させられた。
ミイトキーナの米・中国軍は6月13日に総攻撃を開始した。ガラハット第3大隊はマインナ渡船場を遮断しイラワジ河畔に展開、第150団は製材所を制圧し更に火炎放射器を使用しつつ200ヤード進出、第88団は射撃場にある陣地から更に100ヤード進出した。だが、守備隊は各隊の構築した攻撃拠点の間の隙間を突いて逆に包囲し、市内に展開していた連合軍各部隊を再編不能になるまで追い込み、これを撃退した。ボードナー准将も罷免され、後任は元歩兵学校教官であり、スティルウェルとも旧知の仲であるウェセルス准将が着任した。ウェセルス准将は失敗の要因を兵の訓練不足と考え、守備隊と接触している部隊は毎日4時間、それ以外の部隊は8時間、それぞれ訓練を行わせることにした。

### 死守命令

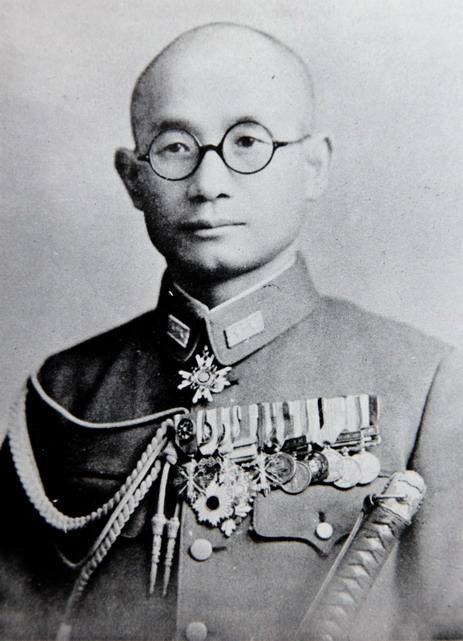
辻は起案中、涙を流しながら文章を書き、終わると無言で参謀たちに突きつけたという

一方、第18師団はフーコンから撤退し、中国新一軍はモガウンを占領し、ミイトキーナへ進撃を始めた。
ビルマ戦線では日本軍のインパール作戦が失敗し、ビルマ方面軍としては作戦の重点を雲南方面に移して、インド・中国の地上連絡線の遮断を続けることになった。
第33軍は雲南方面で中国軍と決戦を交えることになったが、問題は北ビルマのミイトキーナが早期に陥落すれば背後を脅かされることであった。
第33軍司令部は雲南遠征軍との決戦に先立ち、ミイトキーナ守備隊に対して電報で持久可能期間の見通しを質問したところ、「今後二ヶ月の持久は可能」と「長期にわたる持久は困難」という矛盾する報告が届いた。第33軍は、前電は水上少将の報告で、後電は丸山大佐の報告だろうと推測した。
第33軍はミイトキーナ守備隊に対し「水上少将はミイトキーナを死守すべし」と命じた。第33軍の参謀だった野口省己によると、この文章を起案したのは辻政信参謀で、同僚の安倍光男少佐が「水上少将は」から「水上部隊は」に校正しようとしたが、辻参謀に制止させられたという。後日この件については辻参謀から「以前ノモンハン事件で戦場から脱出してくる兵の処置に困ったことがあったので、水上少将は死守すべしと命じておけば謹厳な少将のことだから軍の真意を酌んで目的を達成するだろうし、万一脱出する将兵が出てもそれらが命令違反にならないようにこの文面にした」と説明されたという。
第56師団長の松山祐三中将はこの命令を伝え聞いて激怒し、川道参謀長を通じて抗議したが、既に守備隊は56師団の指揮を離れていたため突っぱねられた。
米中連合軍も厳しい気候環境に苦しめられていた。7月12日に空軍の支援の下に総攻撃を開始したが、日本軍の防戦と友軍の誤爆で大混乱の末に失敗した。とはいえ少しずつ日本軍を圧迫していった。

### 撤退
7月下旬には守備隊の残存兵力は約1200名になっていた。前述のミイトキーナ死守命令を知らされていない丸山大佐は「命令はミイトキーナ付近の要地を確保せよというのだから、必ずしもミイトキーナに拘泥する必要はなく、付近の地点でインド・中国連絡路を遮断さえすれば任務は達成されたことになる」と当初より考えており、水上少将に対し、いたずらに玉砕を早めるよりイラワジ川を渡河してマヤン高地に移動するべきだと申し述べ、同意を得た。
ミイトキーナ守備隊は8月2日から3日の満月の夜に渡河を開始した。水上少将は、副官に丸山大佐宛に「敵線を突破脱出すべし」の命令文を託した後、自決した。
水上少将の副官から事を知らされた丸山大佐は「やっと死なれたか。」と言い、軍医を水上少将自決の現場に派遣し、遺体を埋葬した上で小指を切って遺骨として持ち帰った。
渡河は現地人を徴発した丸木舟や、ドラム缶を2個結束し板を渡した筏で行われたが、3、4日前に爆撃で大半を沈められていたため各隊の割り当ては半分以下に削られた。また、雨期の最盛期で増水激しいイラワジ川を筏で渡った後引き返す保障はなく、現地人の船頭は途中で守備隊を見限り逃走、加えて連合軍が岸辺の要所からの探照灯や掃海艇で待ち構えていたため、渡河は凄惨を極めた。例えば、最終日に渡河した第3大隊では筏2台、丸木舟5隻しか割り当てられず、舟に殺到する兵士を中西大隊長が「このざまは何だ、貴様らはそれでも軍人か、全員舟から離れろ！命令だ。いう事を聞かぬ奴は切り捨てる！」と押し抜け、真っ先に乗ってしまった。残った兵士たちは前述の過酷な状況で次々命を落とし、渡河前は40余名だった大隊は半分に減っていたという。
撤退部隊援護の任を受けた砲兵隊（長：浅井広中中尉、40名～60名）は4日目に渡河する予定であったが、そのまま残地命令を受け玉砕した。第3大隊の生存者によれば、浅井中尉は「自分は死ぬ覚悟はあるが、帰れると喜んでいた部下たちにどう言えば納得してもらえるのか、今から考えても辛い。」と漏らしていたとされる。
その後、丸山大佐の率いる残存部隊は1週間ほどマヤン高地南側に留まり部隊の掌握に努めていたが、8月12日に第33軍本部より第18師団への復帰命令を受けたため、敵の追撃を避けるべく夜間に東方山中を迂回南進して9月15日ごろまでに日本軍の勢力下のバーモ（守備隊長：原好三大佐）にたどり着いた。
一方、7月中旬に守備隊救援を命じられた捜索第53連隊（長：奥仲寿蔵中佐）は8月初頭、バーモで徒歩部隊1個中隊および通信班を編成、悪路に悩みながら本道に沿って北進を続けていたが、前述の理由により遭遇叶わず、バーモに戻った。
日本軍の撤退を察したウェセルス少将は総攻撃を計画し15個重装備分隊からなる挺身隊を編成、日本軍の戦線内に潜入させ、50師主力の攻撃に残存部隊が気を取られている隙に背後から攻撃を行わせた。8月3日夕刻、傷病患者や慰安婦など187名の俘虜を残して大部分を制圧、8月7日までに守備隊の組織的な抵抗は終わり、80日間の死闘を繰り返したミートキーナは水上少将以下2100名の戦死者をもって連合軍に制圧された。

## 結果

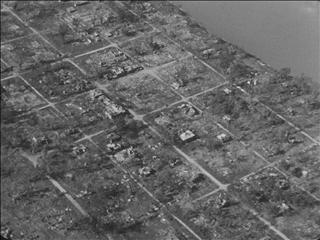
戦闘終了後のミイトキーナ市街地（8月4日）

連合国軍がミイトキーナを占領した結果、インドから中国の昆明に向かう航空輸送ルートは山越えを避け、より安全なルートを取ることができるようになった。
さらにレド公路打通にむけてバーモへ南下することができるようになった。
アメリカ軍はビルマ戦線の中国軍やイギリス軍への援軍として投入していた第5307混成部隊は1943年後半のフーコンでの戦いから1944年のミイトキーナ陥落までに全体の八割が死傷する大損害を負い、ビルマ戦線からアメリカの主要な地上部隊は撤退した。
ミイトキーナ守備隊が米・中連合軍を食い止めている間、フーコン戦線の第18師団はモガウンからの脱出に成功した。

## 戦いをモチーフにした作品
- 『水上部隊ミートキイナの奮戦』（向井潤吉 1945年）[23]